# Kazimierz Bisping
Kazimierz Bisping herbu własnego (ur. 24 lutego 1887 w Strubnicy (gmina Piaski, powiat wołkowyski), zm. 21 kwietnia 1941 w sowieckim łagrze w Koźwi nad Peczorą) – polski rolnik, ziemianin, żołnierz, pułkownik dyplomowany, polityk, senator w II RP, kawaler Orderu Virtuti Militari.

## Życiorys
Ukończył gimnazjum w Kijowie i studia na Wydziale Rolnym Uniwersytetu w Halle (w 1911 roku uzyskał dyplom inż. rolnika). 

### I wojna światowa i wojna polsko-bolszewicka
Od 1916 roku służył w armii rosyjskiej (w 9. pułku jazdy, później w latach 1916–1917 był sekretarzem Głównej Cenzury Wojskowej w Moskwie), w 1917 roku był organizatorem, a następnie wiceprezesem Związku Wojskowych Polaków moskiewskiego okręgu wojskowego, od 1917 roku był również członkiem Naczelnego Polskiego Komitetu Wojskowego (Naczpolu), członkiem Polskiego Wojskowego Komitetu Wykonawczego, kierownikiem Wydziału Prasowo-Propagandowego i redaktorem „Polskiej Siły Zbrojnej”. 
Aresztowany przez bolszewików w 1918 roku, zbiegł z więzienia w Mińsku i został delegatem Naczpolu przy I Korpusie Polskim na Wschodzie, potem został członkiem delegacji do Rady Regencyjnej w Warszawie. Aresztowany ponownie przez bolszewików, uwolniony przez oddział niemiecki, przedarł się do Warszawy. W latach 1920–1921 służył w Wojsku Polskim, w Biurze Organizacyjnym Ochotniczych Oddziałów Kresowych, potem był oficerem łącznikowym przy Zarządzie Terenów Przyfrontowych i Etapowych. 

### Okres międzywojenny
Po zwolnieniu z WP objął majątek Strubnica (2000 ha, gorzelnia, stawy rybne, sad). Czynnie działał w organizacjach ziemiańskich, był członkiem ZG Kresowego Związku Ziemian w Wołkowysku, prezesem zarządu wojewódzkiego Towarzystwa Organizacji i Kółek Rolniczych w Białymstoku oraz okręgowego Towarzystwa Rolniczego w Wołkowysku. Był też członkiem Sejmiku i Wydziału Powiatowego w Wołkowysku, radcą Białostockiej Izby Rolniczej. Od 1937 roku był przewodniczącym Zarządu Powiatowego OZN w Wołkowysku. 
W 1935 roku został senatorem IV kadencji (1935–1938), był wybrany z województwa białostockiego, następnie był senatorem kolejnej kadencji (1938–1939), powołanym przez Prezydenta RP Ignacego Mościckiego. Należał do Koła Rolników Sejmu i Senatu. Pracował w komisji administracji (od sesji 1936/37), budżetowej (sesja 1935/36), kontroli długów państwa (był jej sekretarzem od 4 lutego 1936 roku), rolnej (od sesji 1936/37), społecznej (od sesji 1936/37), spraw zagranicznych (której był sprawozdawcą). W kadencji 1938 roku pracował w komisji budżetowej, kontroli długów państwa, rolnej i spraw zagranicznych.

### Po wkroczeniu Armii Czerwonej
17 września 1939 roku potajemnie opuścił Strubnicę. Wydany przez miejscowego proboszcza, u którego szukał schronienia, został aresztowany przez grupę operacyjno-czekistowską  miasta Grodna 12 października 1939 roku w Ejsymontach Wielkich. Przewieziony do więzienia w Grodnie. 10 listopada tego roku został przewieziony do Wołkowyska, w kwietniu 1940 roku – do Mińska, w sierpniu – do Moskwy. Wyrokiem Kolegium Wojskowego Sądu Najwyższego ZSRR z 3 lutego 1941 roku został skazany na 8 lat pozbawienia wolności, 3 lata pozbawienia praw obywatelskich i konfiskatę mienia. Został zesłany do łagru w Komi ASRR, gdzie zmarł na zapalenie płuc (z nieznanych powodów jego nazwisko figuruje na listach katyńskich). Dzięki staraniom rodziny Sąd Najwyższy Republiki Białorusi orzeczeniem z 6 grudnia 1993 roku uwolnił go od stawianych zarzutów i skasował wyrok z 3 lutego 1941 roku. 

## Ordery i odznaczenia
- Krzyż Srebrny Orderu Wojskowego Virtuti Militari nr 6840 – 10 maja 1922[7]
- Krzyż Niepodległości z Mieczami[8]

## Życie prywatne
Kazimierz Bisping był synem Józefa i Heleny z Hołyńskich. Ożenił się 11 sierpnia 1911 roku z Marią Honoratą ks. Światopełk-Czetwertyńską (podczas II wojny światowej szyfrantką w Komendzie Obwodu Łomża AK, porucznikiem czasu wojny, od 1945 roku w WiN, od 1946 roku w Wielkiej Brytanii, odznaczoną Krzyżem Niepodległości) i miał z nią dzieci: Zofię Zabiełło (1912–1995), Józefa (1913–2001) i Annę (ur. w 1920) primo voto Buyno, secundo voto Zabłocką.
Po śmierci został pochowany kilka kilometrów od obozu, przy torze kolejowym.